# Stephanopachys hispidulus
Stephanopachys hispidulus är en skalbaggsart som först beskrevs av Thomas Casey 1898.  Stephanopachys hispidulus ingår i släktet Stephanopachys och familjen kapuschongbaggar. Inga underarter finns listade i Catalogue of Life.